# Puchar Świata w kolarstwie torowym 2003
Puchar Świata w kolarstwie torowym w sezonie 2003 to 11. edycja tej imprezy. Organizowany przez UCI, obejmował cztery rundy: w stolicy Rosji - Moskwie w dniach 14-16 lutego 2003 roku, w meksykańskim Aguascalientes w dniach 21-23 marca 2004 roku, w południowoafrykańskim Kapsztadzie w dniach 11-13 kwietnia 2003 roku oraz w australijskim Sydney w dniach 16-18 maja 2003.
Trofeum sprzed roku broniła reprezentacja USA. W tym sezonie najlepsza okazała się reprezentacja Niemiec.

## Klasyfikacja narodów
| Miejsce | Państwo           | Punkty |
| ------- | ----------------- | ------ |
| 1.      | Niemcy            | 379    |
| 2.      | Australia         | 336    |
| 3.      | Francja           | 288    |
| 4.      | Rosja             | 265    |
| 5.      | Holandia          | 229    |
| 6.      | Wielka Brytania   | 182    |
| 7.      | Hiszpania         | 175    |
| 8.      | Ukraina           | 174    |
| 9.      | Nowa Zelandia     | 131    |
| 9.      | Stany Zjednoczone | 131    |

## Wyniki

### Mężczyźni

#### Keirin
| Lp | Miasto               | 1. miejsce            | 2. miejsce            | 3. miejsce       |
| -- | -------------------- | --------------------- | --------------------- | ---------------- |
| 1. | Moskwa               | René Wolff            | Josiah Ng On Lam      | Ivan Vrba        |
| 2. | Aguascalientes       | Keiichiro Yaguchi     | Jan Van Eijden        | Jaroslav Jeřábek |
| 3. | Kapsztad             | José Antonio Escuredo | Martin Benjamin       | Peter Bazálik    |
| 4. | Sydney               | Jens Fiedler          | Toshiaki Fushimi      | Ryan Bayley      |
|    | Klasyfikacja końcowa | Josiah Ng On Lam      | José Antonio Escuredo | Ryan Bayley      |

#### 1000 m
| Lp | Miasto               | 1. miejsce   | 2. miejsce      | 3. miejsce       |
| -- | -------------------- | ------------ | --------------- | ---------------- |
| 1. | Moskwa               | Stefan Nimke | Theo Bos        | Grzegorz Krejner |
| 2. | Aguascalientes       | Jamie Staff  | Sören Lausberg  | Wilson Meneses   |
| 3. | Kapsztad             | Chris Hoy    | Stefan Nimke    | Shane Kelly      |
| 4. | Sydney               | Shane Kelly  | Mathieu Mandard | Wilson Meneses   |
|    | Klasyfikacja końcowa | Stefan Nimke | Ahmed Lopez     | Shane Kelly      |

#### Sprint indywidualny
| Lp | Miasto               | 1. miejsce       | 2. miejsce       | 3. miejsce       |
| -- | -------------------- | ---------------- | ---------------- | ---------------- |
| 1. | Moskwa               | Laurent Gané     | Pavel Buráň      | Jaroslav Jeřábek |
| 2. | Aguascalientes       | Mark French      | Jamie Staff      | Arnaud Duble     |
| 3. | Kapsztad             | Mickaël Bourgain | Jaroslav Jeřábek | Jan Van Eijden   |
| 4. | Sydney               | René Wolff       | Mark French      | Ross Edgar       |
|    | Klasyfikacja końcowa | Mark French      | Jaroslav Jeřábek | Pavel Buráň      |

#### Sprint drużynowy
| Lp | Miasto               | 1. miejsce                                                                   | 2. miejsce                                                        | 3. miejsce                                                          |
| -- | -------------------- | ---------------------------------------------------------------------------- | ----------------------------------------------------------------- | ------------------------------------------------------------------- |
| 1. | Moskwa               | Hiszpania · José Antonio Villanueva · José Antonio Escuredo · Salvador Melia | Polska · Grzegorz Krejner · Łukasz Kwiatkowski · Grzegorz Trębski | Japonia · Yuichiro Kamiyama · Tomohiro Nagatsuka · Toshiaki Fushimi |
| 2. | Aguascalientes       | Francja · Mickaël Bourgain · Laurent Gané · Arnaud Tournant                  | Słowacja · Jaroslav Jeřábek · Peter Bazálik · Ján Lepka           | Niemcy · Sören Lausberg · Jan Van Eijden · Matthias John            |
| 3. | Kapsztad             | Wielka Brytania · Jamie Staff · Chris Hoy · Jason Queally                    | Niemcy · Stefan Nimke · Carsten Bergemann · Matthias John         | Australia · Ryan Bayley · Shane Kelly · Mark French                 |
| 4. | Sydney               | Japonia · Toshiaki Fushimi · Kiyofumi Nagai · Tomohiro Nagatsuka             | Australia · Ryan Bayley · Shane Kelly · Mark French               | Niemcy · Jens Fiedler · Michael Seidenbecher · René Wolff           |
|    | Klasyfikacja końcowa | Japonia                                                                      | Niemcy                                                            | Francja                                                             |

#### Wyścig indywidualny na dochodzenie
| Lp | Miasto               | 1. miejsce      | 2. miejsce      | 3. miejsce       |
| -- | -------------------- | --------------- | --------------- | ---------------- |
| 1. | Moskwa               | Sergi Escobar   | Jens Lehmann    | Wołodymyr Diudia |
| 2. | Aguascalientes       | Wasil Kiryjenka | Hayden Godfrey  | Paul Manning     |
| 3. | Kapsztad             | Luke Roberts    | Jérôme Neuville | Sergi Escobar    |
| 4. | Sydney               | Mark Jamieson   | Hayden Godfrey  | Guido Fulst      |
|    | Klasyfikacja końcowa | Hayden Godfrey  | Sergi Escobar   | Luke Roberts     |

#### Wyścig drużynowy na dochodzenie
| Lp | Miasto               | 1. miejsce                                                                              | 2. miejsce                                                                | 3. miejsce                                                                              |
| -- | -------------------- | --------------------------------------------------------------------------------------- | ------------------------------------------------------------------------- | --------------------------------------------------------------------------------------- |
| 1. | Moskwa               | Rosja · Aleksiej Markow · Aleksandr Sierow · Siergiej Klimow · Nikita Jeskow            | Niemcy · Jens Lehmann · Guido Fulst · Sebastian Siedler · Christian Bach  | Ukraina · Wołodymyr Diudia · Roman Kononenko · Serhij Czerniawski · Wołodymyr Zahorodny |
| 2. | Aguascalientes       | Kolumbia · Alexander González · José Serpa · Carlos Alzate · Juan Pablo Forero          | Wielka Brytania · Bryan Steel · Tony Gibb · Paul Manning · Steve Cummings | Białoruś · Siarhiej Daubniuk · Jauhen Sobal · Wiktar Rapinski · Wasil Kiryjenka         |
| 3. | Kapsztad             | Ukraina · Ołeksandr Symonenko · Wołodymyr Zahorodny · Wołodymyr Diudia · Witalij Popkow | Wielka Brytania · Bryan Steel · Tony Gibb · Paul Manning · Kieran Page    | Australia · Luke Roberts · Peter Dawson · Mark Jamieson · Ashley Hutchinson             |
| 4. | Sydney               | Nowa Zelandia · Heath Blackgrove · Hayden Godfrey · Marc Ryan · Lee Vertongen           | Niemcy · Marc Altmann · Guido Fulst · Leif Lampater · Andreas Müller      | Australia · Mark Jamieson · Bradley Norton · Chris Pascoe · Christopher Sutton          |
|    | Klasyfikacja końcowa | Niemcy                                                                                  | Rosja                                                                     | Ukraina                                                                                 |

#### Scratch
| Lp | Miasto               | 1. miejsce          | 2. miejsce          | 3. miejsce                                                            |
| -- | -------------------- | ------------------- | ------------------- | --------------------------------------------------------------------- |
| 1. | Moskwa               | Robert Slippens     | Alex Rasmussen      | Franck Perque                                                         |
| 2. | Aguascalientes       | Miguel Alzamora     | Franco Marvulli     | Walter Pérez                                                          |
| 3. | Kapsztad             | Alexander Aeschbach | Jean Pierre van Zyl | Jeroen Straathof                                                      |
| 4. | Sydney               | Gregory Henderson   | Roland Garber       | Andreas Müller                                                        |
|    | Klasyfikacja końcowa | Roland Garber       | Noriyuki Iijima     | Robert Slippens Miguel Alzamora Alexander Aeschbach Gregory Henderson |

#### Madison
| Lp | Miasto               | 1. miejsce                               | 2. miejsce                                         | 3. miejsce                                    |
| -- | -------------------- | ---------------------------------------- | -------------------------------------------------- | --------------------------------------------- |
| 1. | Moskwa               | Niemcy · Guido Fulst · Andreas Müller    | Holandia · Robert Slippens · Danny Stam            | Dania · Jimmy Hansen · Alex Rasmussen         |
| 2. | Aguascalientes       | Argentyna · Juan Curuchet · Walter Pérez | Hiszpania · Miguel Alzamora · Joan Llaneras        | Francja · Franck Perque · Jerome Neuville     |
| 3. | Kapsztad             | Argentyna · Juan Curuchet · Walter Pérez | Szwajcaria · Alexander Aeschbach · Franco Marvulli | Hiszpania · Isaac Gálvez · Joan Llaneras      |
| 4. | Sydney               | Niemcy · Guido Fulst · Andreas Müller    | Australia · Rodney Mcgee · Darren Young            | Holandia · Gideon de Jong · Geert-Jan Jonkman |
|    | Klasyfikacja końcowa | Niemcy                                   | Argentyna                                          | Holandia                                      |

#### Wyścig punktowy
| Lp | Miasto               | 1. miejsce       | 2. miejsce      | 3. miejsce        |
| -- | -------------------- | ---------------- | --------------- | ----------------- |
| 1. | Moskwa               | Matthew Gilmore  | Joan Llaneras   | Michaił Ignatjew  |
| 2. | Aguascalientes       | Leonardo Duque   | Juan Curuchet   | Chris Newton      |
| 3. | Kapsztad             | Mark Renshaw     | Andreas Müller  | Franck Perque     |
| 4. | Sydney               | Michaił Ignatjew | Wołodymyr Rybin | Gregory Henderson |
|    | Klasyfikacja końcowa | Joan Llaneras    | Chris Newton    | Colby Pearce      |

### Kobiety

#### Keirin
| Lp | Miasto               | 1. miejsce           | 2. miejsce           | 3. miejsce       |
| -- | -------------------- | -------------------- | -------------------- | ---------------- |
| 1. | Moskwa               | Swietłana Grankowska | Clara Sanchez        | Céline Nivert    |
| 2. | Aguascalientes       | Céline Nivert        | Li Na                | Tanya Lindenmuth |
| 3. | Kapsztad             | Daniela Larreal      | Katrin Meinke        | Diana García     |
| 4. | Sydney               | Rosealee Hubbard     | Kerrie Meares        | Christin Muche   |
|    | Klasyfikacja końcowa | Céline Nivert        | Swietłana Grankowska | Daniela Larreal  |

#### 500 m
| Lp | Miasto               | 1. miejsce                       | 2. miejsce       | 3. miejsce       |
| -- | -------------------- | -------------------------------- | ---------------- | ---------------- |
| 1. | Moskwa               | Natalla Cylinska                 | Jiang Yonghua    | Katrin Meinke    |
| 2. | Aguascalientes       | Natalla Cylinska                 | Nancy Contreras  | Tanya Lindenmuth |
| 3. | Kapsztad             | Nancy Contreras                  | Natalla Cylinska | Jiang Cuihua     |
| 4. | Sydney               | Nancy Contreras                  | Jiang Yonghua    | Yvonne Hijgenaar |
|    | Klasyfikacja końcowa | Nancy Contreras Natalla Cylinska |                  | Lori-Ann Muenzer |

#### Sprint indywidualny
| Lp | Miasto               | 1. miejsce           | 2. miejsce           | 3. miejsce       |
| -- | -------------------- | -------------------- | -------------------- | ---------------- |
| 1. | Moskwa               | Natalla Cylinska     | Swietłana Grankowska | Katrin Meinke    |
| 2. | Aguascalientes       | Natalla Cylinska     | Tanya Lindenmuth     | Nancy Contreras  |
| 3. | Kapsztad             | Swietłana Grankowska | Katrin Meinke        | Jiang Cuihua     |
| 4. | Sydney               | Nancy Contreras      | Victoria Pendleton   | Lori-Ann Muenzer |
|    | Klasyfikacja końcowa | Daniela Larreal      | Swietłana Grankowska | Natalla Cylinska |

#### Sprint drużynowy
| Lp | Miasto               | 1. miejsce                                                       | 2. miejsce                                                         | 3. miejsce                                                       |
| -- | -------------------- | ---------------------------------------------------------------- | ------------------------------------------------------------------ | ---------------------------------------------------------------- |
| 1. | Moskwa               | Rosja · Swietłana Grankowska · Tamiłła Abasowa · Oksana Griszyna | Ukraina · Iryna Janowycz · Ludmiła Wypyrajło · Sofija Pryszczepa   | Niemcy · Katrin Meinke · Susan Panzer · Christina Becker         |
| 2. | Aguascalientes       | Rosja · Jelena Czałych · Oksana Griszyna · Julija Arustamowa     | Holandia · Anouska van der Zee · Yvonne Hijgenaar · Vera Koedooder |                                                                  |
| 3. | Kapsztad             | Niemcy · Katrin Meinke · Susan Panzer · Kathrin Freitag          | Rosja · Swietłana Grankowska · Julija Arustamowa · Tamiłła Abasowa | Australia · Kerrie Meares · Anna Meares · Rochelle Gilmore       |
| 4. | Sydney               | Australia · Rochelle Gilmore · Rosealee Hubbard · Kerrie Meares  | Rosja · Tamiłła Abasowa · Julija Arustamowa · Oksana Griszyna      | Ukraina · Sofija Pryszczepa · Ludmiła Wypyrajło · Iryna Janowycz |
|    | Klasyfikacja końcowa | Rosja                                                            | Holandia                                                           | Australia                                                        |

#### Wyścig indywidualny na dochodzenie
| Lp | Miasto               | 1. miejsce      | 2. miejsce              | 3. miejsce       |
| -- | -------------------- | --------------- | ----------------------- | ---------------- |
| 1. | Moskwa               | Katherine Bates | Swiatłana Iwachonenkowa | Olga Slusariewa  |
| 2. | Aguascalientes       | Sarah Ulmer     | Erin Mirabella          | Rasa Mažeikytė   |
| 3. | Kapsztad             | Karin Thürig    | Christina Becker        | Gema Pascual     |
| 4. | Sydney               | Sarah Ulmer     | Diana Žiliūtė           | Alexis Rhodes    |
|    | Klasyfikacja końcowa | Sarah Ulmer     | Anouska van der Zee     | Christina Becker |

#### Scratch
| Lp | Miasto               | 1. miejsce         | 2. miejsce              | 3. miejsce     |
| -- | -------------------- | ------------------ | ----------------------- | -------------- |
| 1. | Moskwa               | Ludmiła Wypyrajło  | Juliette Vandeckerchove | Adrie Visser   |
| 2. | Aguascalientes       | Jelena Czałych     | Eleonora Soldo          | Belem Guerrero |
| 3. | Kapsztad             | Julija Arustamowa  | Gema Pascual            | Alison Wright  |
| 4. | Sydney               | Victoria Pendleton | Rochelle Gilmore        | Sarah Ulmer    |
|    | Klasyfikacja końcowa | Gema Pascual       | Ludmiła Wypyrajło       | Adrie Visser   |

#### Wyścig punktowy
| Lp | Miasto               | 1. miejsce              | 2. miejsce        | 3. miejsce            |
| -- | -------------------- | ----------------------- | ----------------- | --------------------- |
| 1. | Moskwa               | Olga Slusariewa         | Adrie Visser      | Ludmiła Wypyrajło     |
| 2. | Aguascalientes       | Jelena Czałych          | Belem Guerrero    | Vera Koedooder        |
| 3. | Kapsztad             | Swiatłana Iwachonenkowa | Marion Clignet    | Cathy Moncassin-Prime |
| 4. | Sydney               | Vera Carrara            | Ludmiła Wypyrajło | Sarah Ulmer           |
|    | Klasyfikacja końcowa | Vera Carrara            | Marion Clignet    | Ludmiła Wypyrajło     |